# 列別季夫卡 (科澤列齊區)
51°13′53″N 30°58′13″E / 51.23139°N 30.97028°E
列別季夫卡（烏克蘭語：Лебедівка），是烏克蘭北部的村莊，隸屬切爾尼希夫州的切爾尼希夫區。該村始建於1750年，面積1.43平方公里，海拔高度112米，2001年人口394，人口密度每平方公里275.5人。